# Eva Kosáková

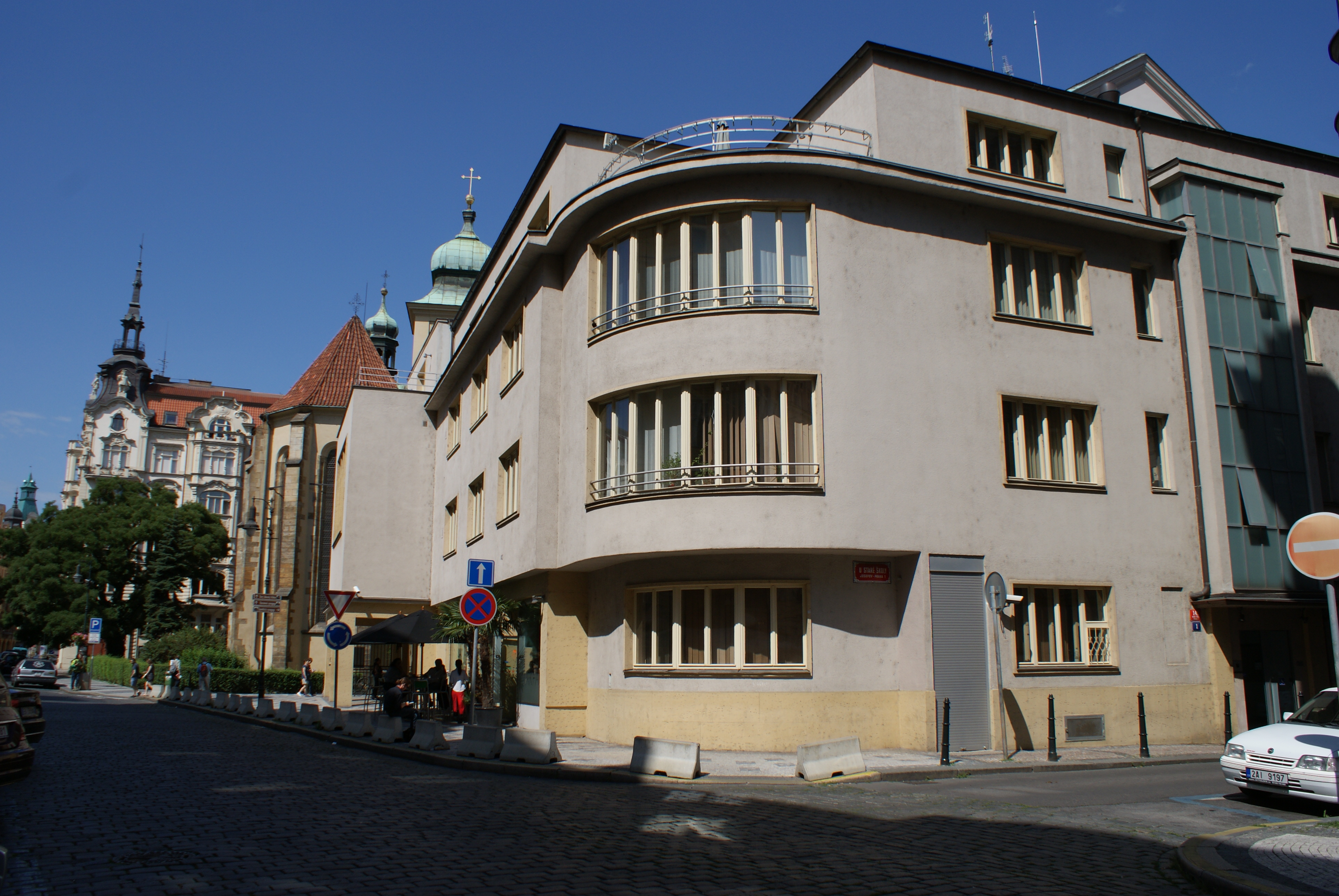
Židovské muzeum v Praze

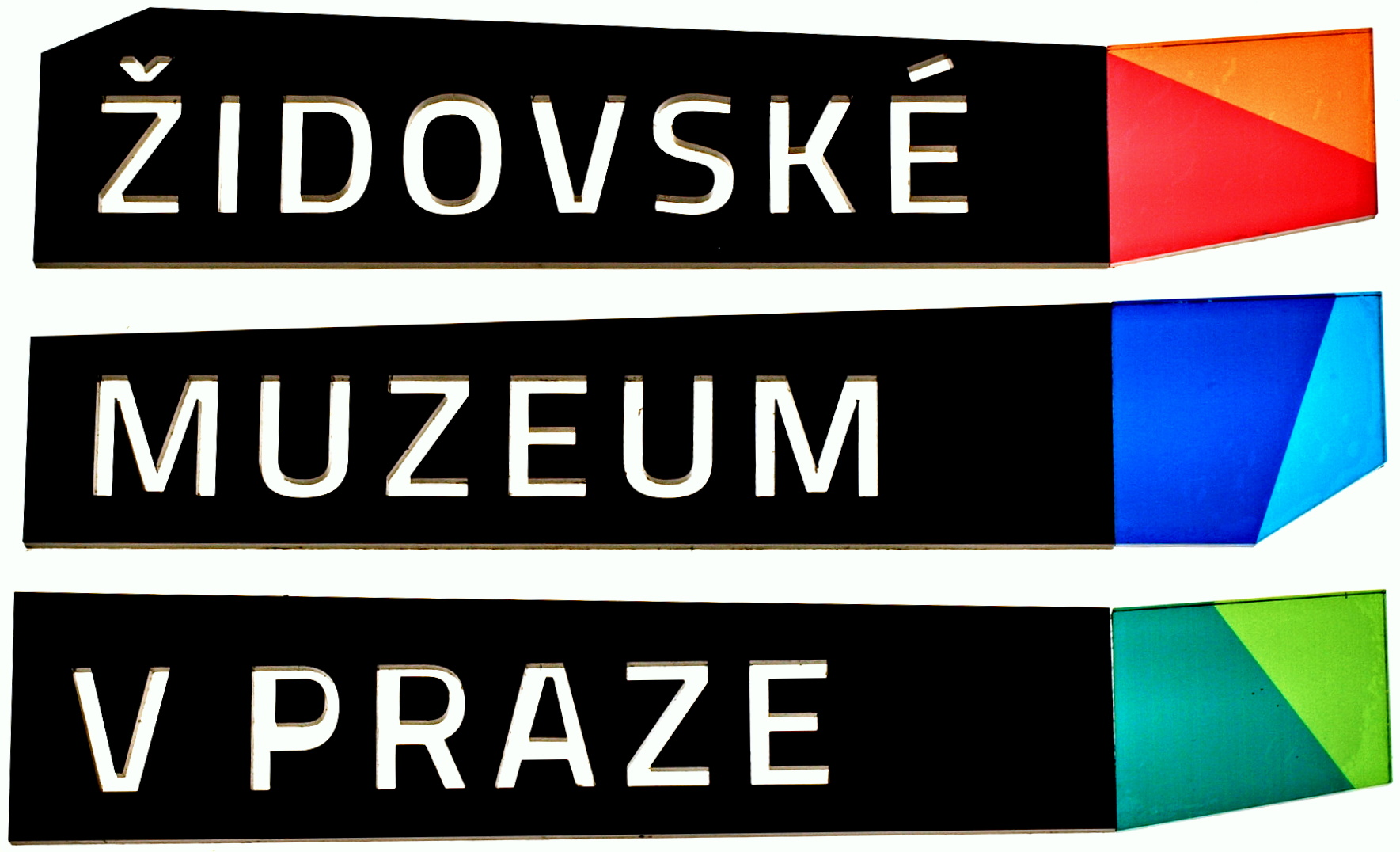
Židovské muzeum v Praze – Logo

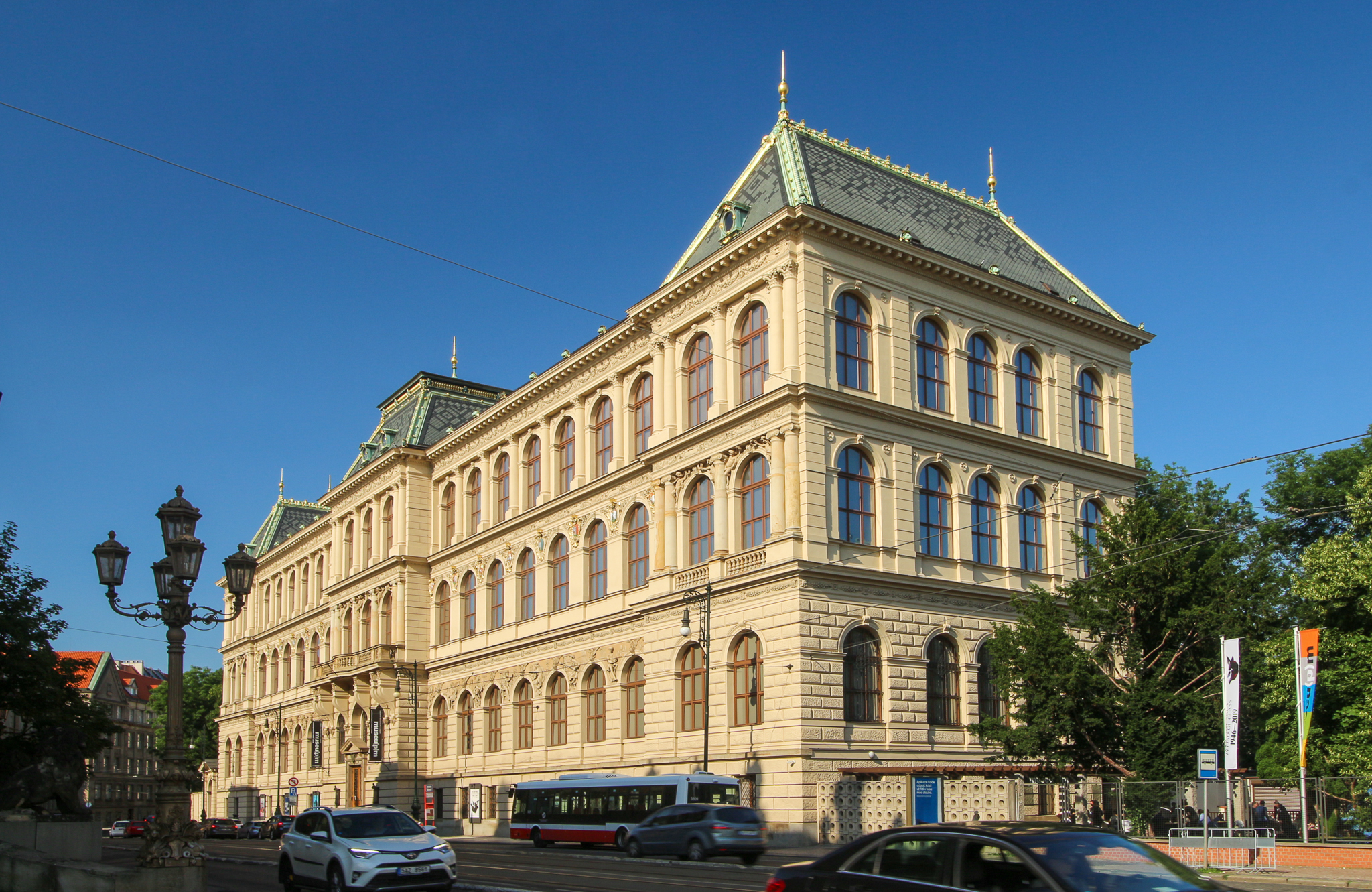
Uměleckoprůmyslové muzeum v Praze

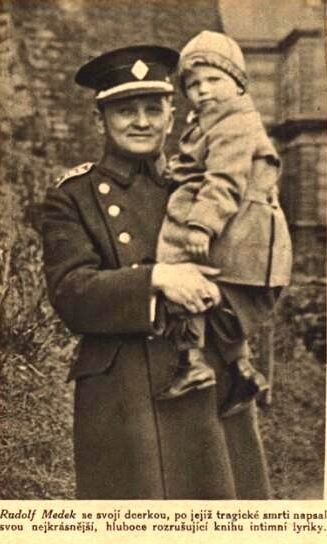
její dědeček Rudolf Medek (1890–1940) s dcerou Evou (1921–1924)

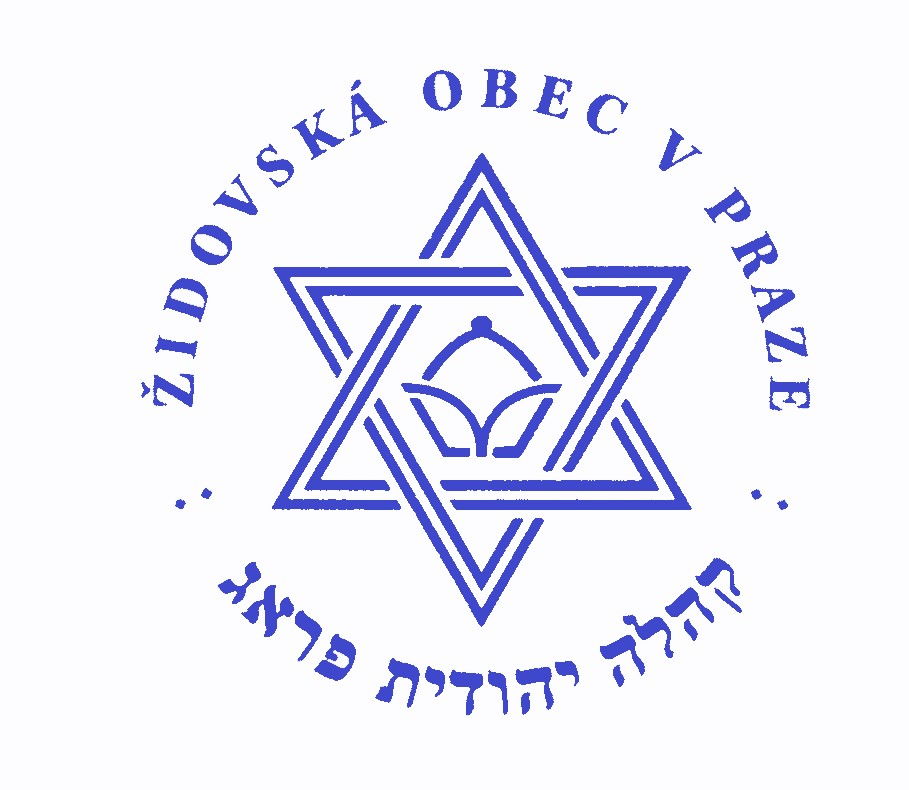
Logo Židovské obce v Praze

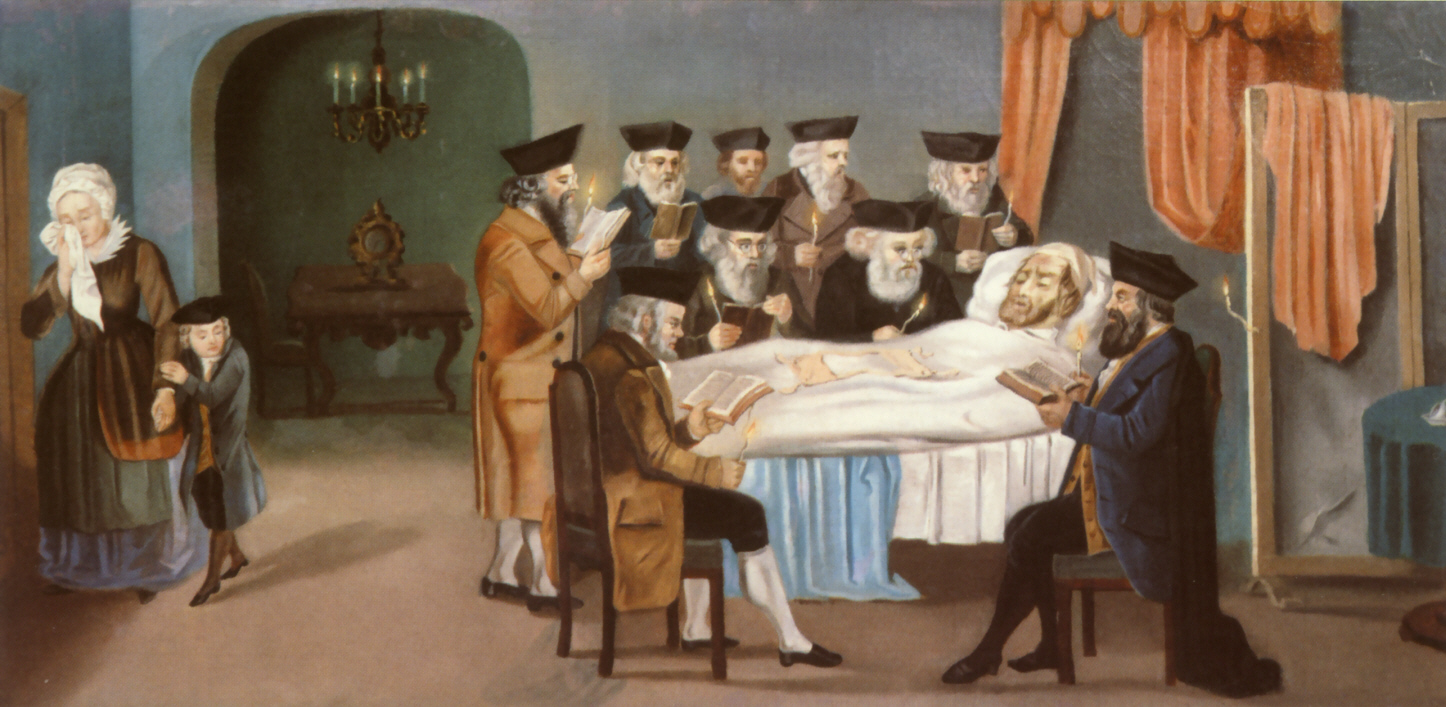
Členové pražského Pohřebního bratrstva se modlí za umírajícího, kolem roku 1772

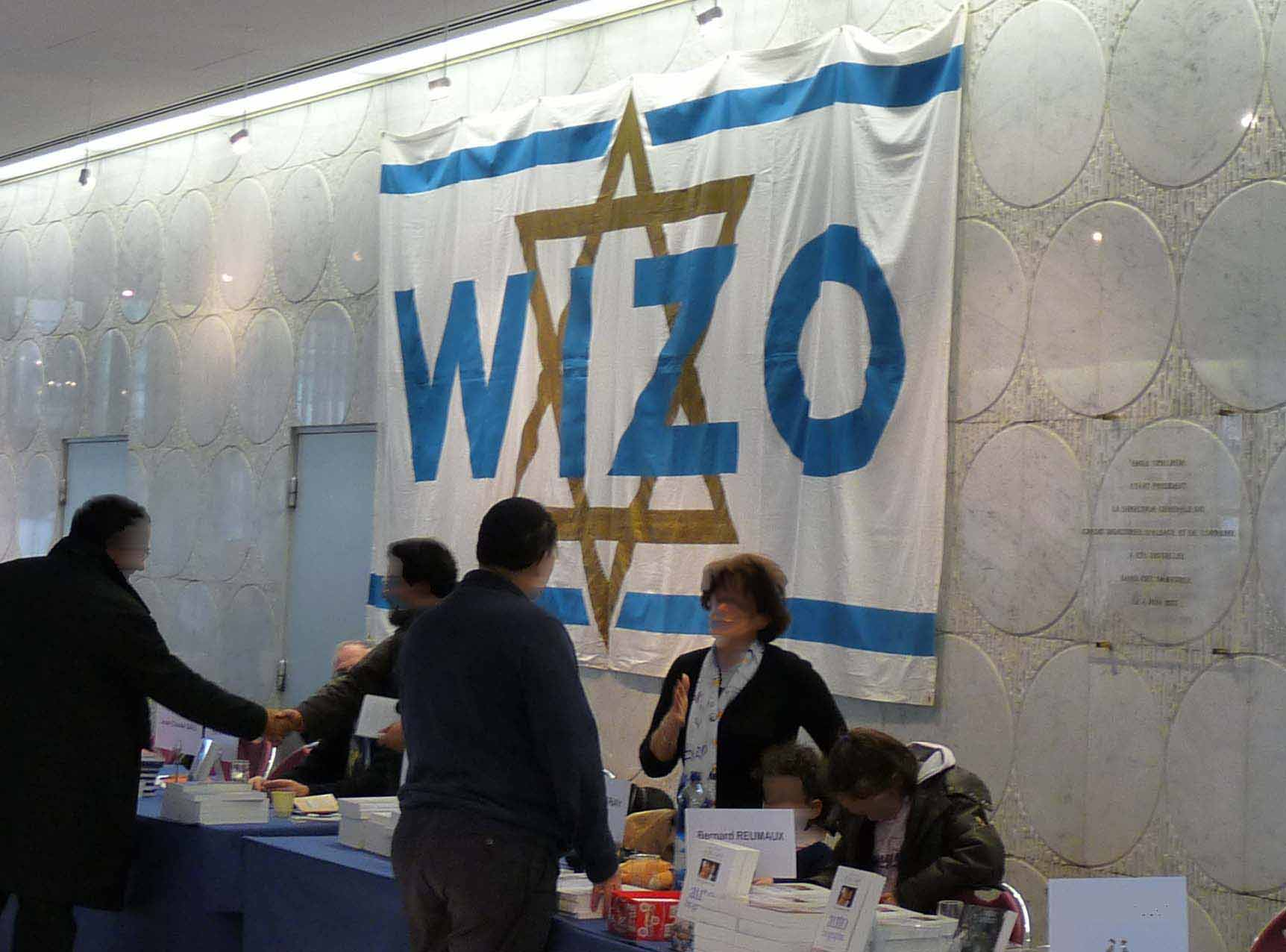
Logo organizace WIZO na Knižním trhu WIZO ve Štrasburku, 2009

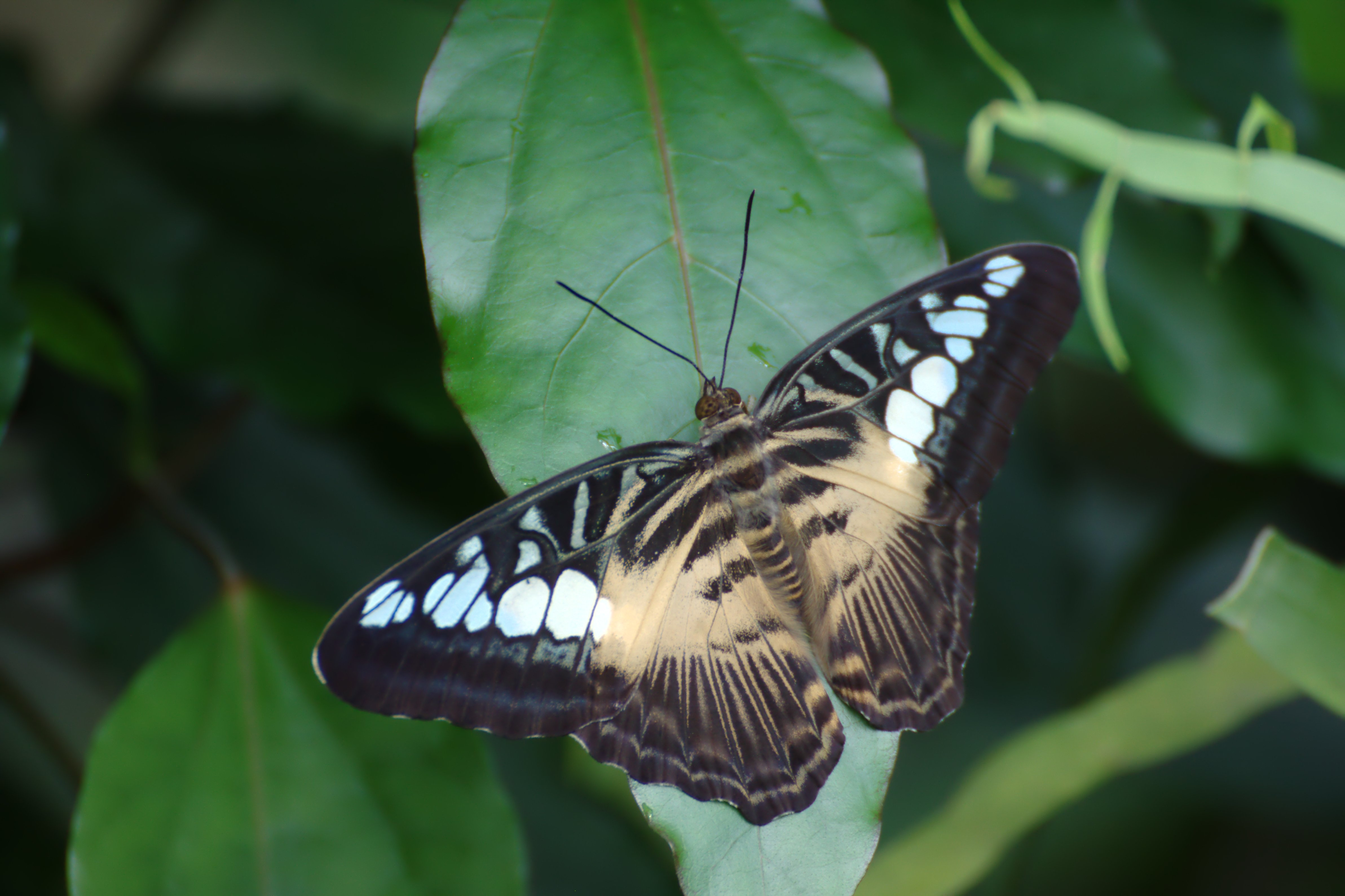
Motýl v pražském skleníku Fata Morgana

Eva Kosáková (rozená Medková; někdy uváděna jako Eva Kosáková–Medková) (* 1. dubna 1952 ) je malířka a historička umění (kunsthistorička), která se specializuje na historii textilního výtvarnictví a odívání.

## Život a tvorba

### Rodinné poměry
Eva Medková se narodila 1. dubna 1952 manželům Medkovým. Její matkou byla umělecká fotografka Emila Medková (dívčím jménem Emilie Tláskalová). Jejím otcem byl malíř Mikuláš Medek. Jejím strýcem byl novinář, hudební publicista, teoretik a kritik Ivan Medek a jejím dědečkem byl generál, legionář a spisovatel Rudolf Medek.  Jako malá bydlela do šesti let u své babičky (z matčiny strany) v pražské Libni a k rodičům jezdila jen na víkendy. Babička se narodila ještě před první světovou válkou, pocházela z venkova, v Praze pracovala doma jako švadlena a naučila Iviš šít. Od první třídy ale Iviš už nebydlela u babičky, ale doma u svých rodičů na Smíchově na Janáčkově nábřeží. Staral se o ni převážně její otec, neboť obživu rodiny zajišťovala její matka. Rodina Medkových bydlela v malém rozděleném bytě, druhou část bytu obýval bratr Mikuláše Medka – Ivan Medek.

### Studia a první práce v ŽMP
Po ukončení základní devítileté školy nedostala (z kádrových důvodů) doporučení ke studiu na střední škole, a tak studovala jeden rok na jazykové škole angličtinu, italštinu a ruštinu a poté byla přijata na žižkovskou Střední uměleckoprůmyslovou školu (obor truhlářství, tvorba nábytku). Po neúspěšném pokusu o studium na Akademii výtvarných umění v Praze, kam se nedostala vinou svého špatného kádrového profilu, začala Eva Kosáková pracovat ve „Státním židovském muzeu“. Při zaměstnání absolvovala konzervátorský kurz v Brně a pomaturitní studium muzeologie. Po nástupu do „Státního židovského muzea“ (1972) začala navštěvovat Státní jazykovou školu, kde studovala hebrejštinu. Tato studia navštěvovala i řada členů Židovské obce pražské a tam se také (kolem roku 1977) seznámila se svým budoucím manželem Petrem Kosákem. V roce 1977 musela svoje místo v muzeu ve sbírkovém oddělení opustit, protože nepřipojila svůj podpis pod komunistický dokument „Za nové tvůrčí činy ve jménu socialismu a míru“ – tzv. antichartu. Na Filozofické fakultě Univerzity Karlovy v Praze vystudovala dálkově při zaměstnání pomaturitní obor muzeologie a dějiny umění v kombinaci s italštinou. (Rigorozní zkoušku složila v roce 1985.)

### V NG a v UMPRUM muzeu
V Národní galerii (NG) v Praze pracovala Eva Kosáková–Medková od roku 1978. Zde se podílela na tvorbě dokumentace k výstavě „Karel IV. a jeho doba“ (1978). V roce 1983 nastoupila (ve funkci kurátorky) do textilní sbírky Uměleckoprůmyslového muzea v Praze. V roce 1993 připravila spolu s Masarykovým demokratickým hnutím Eva Kosáková výstavu „Herbert Masaryk – život a dílo“. Výstavu otevřel 12. října 1993 za účasti vnuček Masarykových (dr. Anny a Herberty) prezident republiky  Václav Havel.

### Podruhé v ŽMP
Jako vedoucí sbírkového oddělení se v roce 1993 vrátila zpět do Židovského muzea a později zde zastávala funkci zástupkyně ředitele.

### Výstavy (1994 až 2003)
- O rok později (1994) se podílela (ve spolupráci s historikem Židovského muzea PhDr. Alexandrem Putíkem (* 1950)) na přípravě výstavy „Golem kráčí židovským městem“ a zároveň byla kurátorkou této výstavy.[5][8] V letech 1996 až 1998 připravovala stálé historické expozice v Židovském muzeu v Praze (ŽMP).[5]
- V roce 1998 pracovala na expozici výstavy „Židovské tradice a zvyky“ v ŽMP.[5] Coby správkyně pozůstalosti svých rodičů spolupracovala v roce 2001 na přípravě výstavy děl své matky (Emila Medková, Galerie hlavního města Prahy) a o rok později (2002) pak na výstavě děl svého otce (Mikuláš Medek, Galerie Rudolfinum, kurátorská příprava Antonín Hartmann),[5]
- V roce 2003 spolupracovala na přípravě výstavy „Textilie z českých a moravských synagog ze sbírek Židovského muzea v Praze“ (Textiles from Bohemian and Moravian Synagogues: from the collections of the Jewish Museum in Prague).[5][9]

### Slovník judaik
V roce 2004 vydala Eva Kosáková abecedně řazený přehled a popis rituálních sbírkových předmětů (Slovník judaik) ze sbírek pražského Židovského muzea.

### Výstavy (2006 až 2013)
- ŽMP bylo založeno v roce 1906 a v roce 2006 si tedy připomínalo výročí 100 let svojí existence.[5] Právě k tomuto výročí spolupracovala Eva Kosáková na mnoha pořádaných akcích jakož i na editaci obrazové publikace „100 předmětů ze Židovského muzea v Praze“.[5][11][p 6]
- Společně s historikem umění Antonínem Hartmannem a kurátorkou Evou Neumannovou[12] připravila v roce 2007 výstavu „Mikuláš a Emila Medkovi – Souvislosti“,[12] která se uskutečnila v Severočeské galerii výtvarných umění v Litoměřicích (a dále pak byla reprízována v Oblastní galerii v Jihlavě a v Galerii umění v Karlových Varech).[5][12][p 7]
- V roce 2009 se v Císařské konírně na Pražském hradě konala výstava pražského Maharala[2] s názvem „Rabi Jehuda Leva ben Becalel“.[5][13] (Výstavu pořádalo ŽMP a Správa Pražského hradu k 400. výročí úmrtí rabiho Löwa.[13]) Eva Kosáková byla komisařkou této výstavy, prováděla komentované prohlídky k výstavě[13] a rovněž spolupracovala na přípravě doprovodného katalogu k této výstavě.[5]
- V roce 2013 se podílela na stálé expozici „Židovské tradice a zvyky“ ve Staré synagoze v Plzni.[2]

Eva Kosáková je členkou týmu připravujícího obnovu stálých expozic ŽMP. Kromě toho pracuje na kompletním soupisu díla svého otce Mikuláše Medka jednak pro připravovanou výstavu jeho děl ve Valdštejnské jízdárně a v Anežském klášteře, ale též pro monografii o svém otci, kterou sestavuje český historik umění, kurátor a publicista Karel Srp.
Manžel Evy Kosákové – Petr Kosák – působil jako tajemník Židovské obce pražské (ŽOP) a to až do roku 1997, kdy tragicky zahynul.

### Dobročinné organizace
Eva Kosáková pracovala a pracuje rovněž v několika charitativních organizacích:
- až do února roku 2016 byla předsedkyní správní rady[14] Nadace Židovského muzea v Praze.[5][p 8]
- je rovněž členkou židovského pohřebního bratrstva Chevra kadiša de-gomlej chasadim, které působí v rámci Pražské židovské obce.[5][p 9]
- je předsedkyní české sekce – pobočky WIZO Praha.[5] WIZO (anglicky: World International Zionist Organization) je mezinárodní organizace židovských žen.[5][p 10][p 11]
- Působí (od 7. června 2019) jako členka správní rady[16] Nadačního fondu Martina Bubera.[2][p 12]

## Vlastní výtvarné aktivity
Malování se Iviš věnovala od malička a již v sedmi letech dostala od svého otce olejové barvy.
(Ostatně technice olejomalby zůstává věrna po celou dobu svého malování.) Malbě se přestala Eva Kosáková věnovat po dobu, kdy chodila do práce, měla děti a starala se o rodinu. Tato pauza trvala asi 40 let. K výtvarné tvorbě se naplno vrátila s odchodem do starobního důchodu. Pro tvorbu jejích rodičů i její vlastní jsou charakteristické prvky humoru, nadsázky a ironie. Obrazy Evy Kosákové se svérázným způsobem inspirují nejen židovskými náměty, ale i černobílými fotografiemi, které pořídila její matka a při jejichž vzniku Eva Kosáková byla přítomna. Situace zachycené na fotografiích si pamatuje v barvách a tak je schopna matčiny motivy přenést barevně na plátno (např. fotografie „Čtyři dveře“).
- V letech 2015 až 2018 vznikly i její koláže z motýlích křídel.[1][p 14]
- Od roku 2016 do roku 2018 vytvořila například barevné olejomalby inspirované záznamy magnetické rezonance vlastní hlavy a těla, která získala na CD nosiči po vyšetření magnetickou rezonancí.[1]
- V roce 2018 vystavovala Eva Kosáková své výtvarné práce ve Jeruzalemské synagoze (výstava nesla název „Více méně čtyři“)[p 15] a též na Židovské obci pražské (ŽOP) v kavárně „Na balkóně“ (tady prezentovala své koláže sestavené z motýlích křídel[p 14]).[1]

Kromě malování se věnuje též vyšívání. Jako dobrovolnice dochází Eva Kosáková jednou týdně do šperkařské a textilní dílny „Metráž“ určené pro pražské bezdomovkyně, pomáhá jim vyrábět šperky, vyšívat korálky a šít šaty. Jejich výrobky pak pomáhá prodávat na design marketech. Kromě toho dělá sama ještě šperky a pro školy pořádá workshopy zaměřené na výrobu šperků z tříděného odpadu (například z PET lahví, kapslí Nesspreso a pod.).

## Publikační činnost (výběr)
- WITTLICH, Petr; KOSÁKOVÁ, Eva. Herbert Masaryk : život a dílo : (1880-1915); katalog výstavy. Praha: Tvorba s.r.o., Masarykovo demokratické hnutí, 1993. 48 s. ISBN 80-85386-67-4.
- ŠEDINOVÁ, Jiřina a KOSÁKOVÁ, Eva. Golem kráčí Židovským Městem = The Golem walks through the Jewish Town. 1. vydání Praha: Židovské muzeum, 1994. Katalog výstavy; 74 stran; ISBN 80-85608-11-1.[8]
- Alexandr Putík (* 1950), Dana Cabanová (* 24.5.1959 v Ružomberku (Slovensko). Fotografka). Židovské tradice a zvyky, katalog výstavy, Židovské muzeum, Praha 1998.[5]
- Práce jak na obraze, in: Mikuláš Medek, katalog výstavy, Galerie Rudolfinum, Gema Art, Praha 2002, strany 177 až 182.[5]
- KYBALOVÁ, Ludmila, Alexandr Putík (* 1950) ed. et al. Textilie z českých a moravských synagog ze sbírek Židovského muzea v Praze = Textiles from Bohemian and Moravian synagogues: from the collections of the Jewish Museum in Prague. Praha: Židovské muzeum, 2003. 376 stran; Katalog výstavy; ISBN 80-85608-60-X.[9]
- KOSÁKOVÁ, Eva et al. (J. Kuntoš, D. Veselá, O. Sixtová, M. Scheibová, L. Uličná) Slovník judaik. 1. vydání; V Praze: Židovské muzeum, 2004. 142 stran; ISBN 80-85608-64-2.[10]
- ŽIDOVSKÉ MUZEUM a SIDENBERG, Michaela et al. (M. Hájková, J. Kuntoš, O. Sixtová, D. Veselská) 100 předmětů ze Židovského muzea v Praze = 100 items from the Jewish Museum in Prague = 100 Objekte aus dem Jüdisches Museum in Prag = 100 objets du Musée juif de Prage = 100 objetos del Museo Judío de Praga = 100 oggetti del Museo ebraico di Praga. V Praze: Židovské muzeum v Praze, 2006. 252 stran; ISBN 80-86889-33-5.[11]